# Rimae Littrow
Rimae Littrow – grupa rowów  na powierzchni Księżyca o średnicy około 115 km. Znajduje się na wschodnim brzegu Mare Serenitatis na współrzędnych selenograficznych ☾ 22,1°N 29,9°E/22,100000 29,900000. Nazwa tego systemu kanałów została nadana w 1964 roku przez Międzynarodową Unię Astronomiczną i pochodzi od pobliskiego krateru Littrow.